# Harmanli
Harmanli (in bulgaro Харманли?) è un comune bulgaro situato nel distretto di Haskovo di 30 241 abitanti (dati 2009). La sede comunale è nella località omonima

## Località
Il comune è formato dall'insieme delle seguenti località:
- Harmanli (sede comunale)
- Bălgarin
- Biser
- Bogomil
- Boljarski izvor
- Branica
- Čerepovo
- Černa Mogila
- Dositeevo
- Dripčevo
- Ivanovo
- Izvorovo
- Kolarovo
- Lešnikovo
- Nadežden
- Ovčarovo
- Orešets
- Ostăr kamăk
- Poljanovo
- Preslavec
- Rogozinovo
- Šišmanovo
- Slavjanovo
- Smirnenci
- Vărbovo